# Тропинка (журнал)
«Тропинка» — детский журнал Поликсены Соловьёвой и Наталии Манасеиной, выходивший с конца 1905 года по 1912 год (с 1906 года по 1913 год),  два раза в месяц, а также одноимённое петербургское издательство. 

## История
Журнал, возникший как своего рода «детское отделение» русского символизма, высоко оценивали многие известные писатели и художники. На страницах «Тропинки» появлялись стихи, статьи, рассказы Александра Блока, Корнея Чуковского, Андрея Белого, Зинаиды Гиппиус, Константина Бальмонта, Саши Чёрного, Александра Куприна. С публикации в «Тропинке» начался литературный путь С. М. Городецкого и А. Н. Толстого. В журнале и издательстве «Тропинка» выходили также переводные книги самой Поликсены Соловьёвой: «Приключения Алисы в Стране чудес» (1909), «Жизнь Хитролиса» (1910) и др. 
Основными конкурентами «Тропинки» в нише дореволюционной детской периодики были «Задушевное слово», «Родник», «Труд и Забава». По отзыву Самуила Маршака, «культурная, оранжерейная, символистская „Тропинка“» была «и умнее, и тоньше» более популярного «Задушевного слова», где печатались кумиры миллионов — Лукашевич и Чарская. Помимо самих издательниц, к числу постоянных авторов «Тропинки» принадлежали М. А. Пожарова и М. А. Бекетова. В качестве бесплатного корректора и консультанта в делах редакции принимала живое участие мать Блока.
На проходившей в 1908 году в Петербурге выставке «Искусство в жизни ребёнка» книгоиздательство «Тропинка» получило золотую медаль. Тем не менее четыре года спустя «Тропинка» прекратила своё существование из-за финансовых трудностей.

В «Тропинке» ученица модистки, оставшись одна в магазине, срисовывает в рождественский вечер цветы, лебедей и ангелов с замороженного окна.
Но вот является весёлый и добрый художник. Он ведёт девочку к себе в мастерскую и там, ударом карандаша по плечу, посвящает её в художницы перед ёлкой.
А в это время в «Задушевном слове» происходят гораздо более увлекательные события. Там «вторая Нина», одетая джигитом, в папахе, в шароварах, с кинжалом на боку, скачет верхом на коне. Искры сыплются из-под копыт вороного коня. Ночной ветер треплет непокорные кудри горянки Нины… Она скачет в глухой аул спасать свою похищенную воспитанницу Салтанет… 

Какая уж тут конкуренция! Недаром «Тропинку» читали только дети петербургских писателей, а по проезжей дороге «Задушевного слова» катила вся масса детей чиновничества, офицерства, городского мещанства

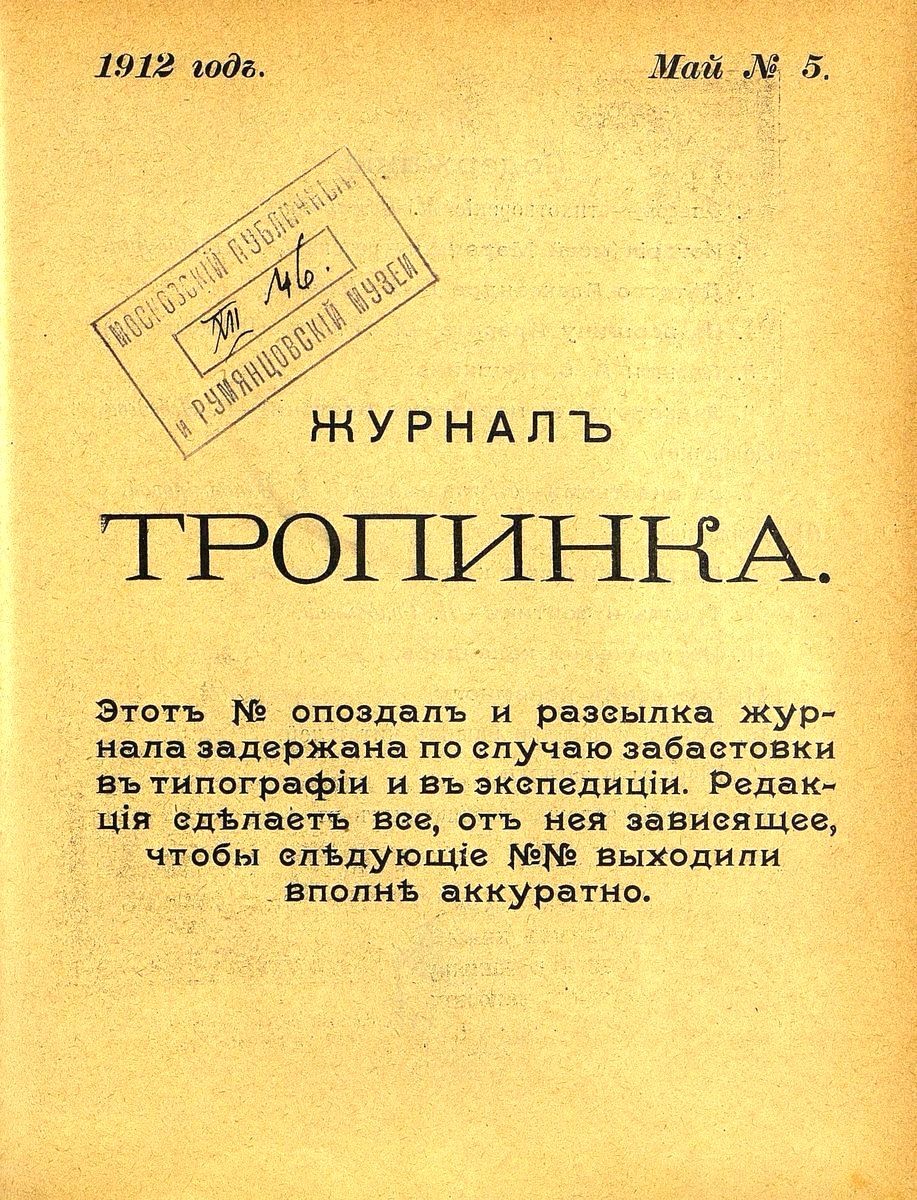
Извинения редакции за задержку номера по случаю забастовки. Май 1912 год.
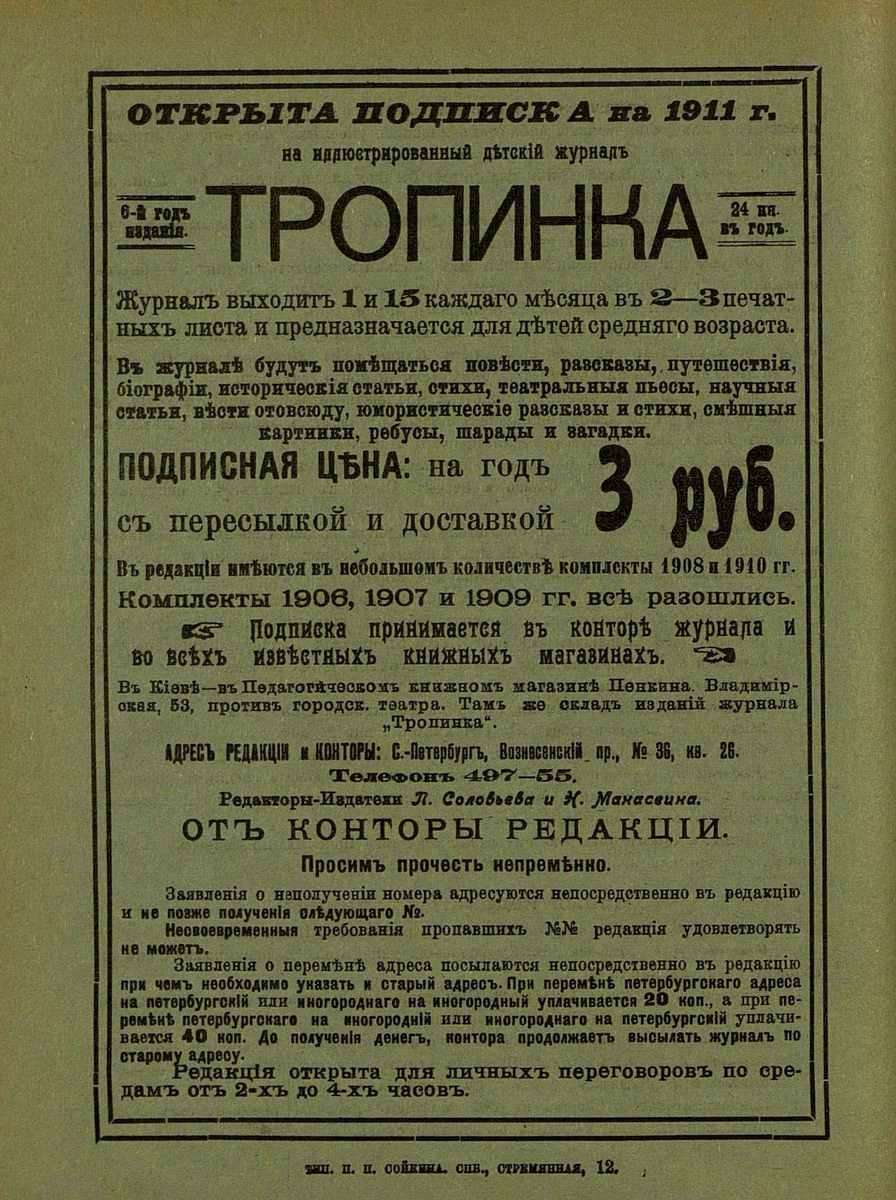
Страница с предложением о подписке на 1911 год.
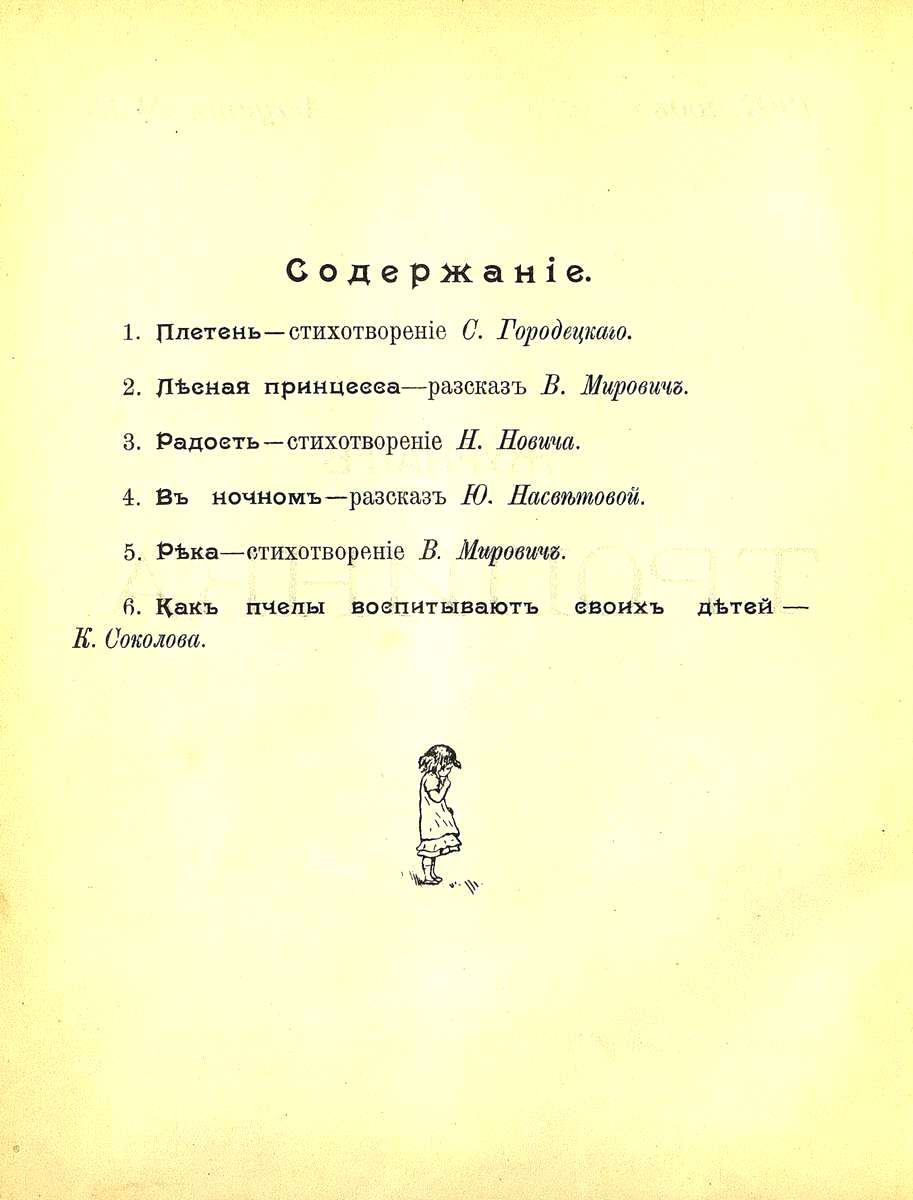
Содержание журнала. На первой странице стихотворение Сергея Городецкого.№ 15 Август 1907 год.